# Мазуренко, Григорий Григорьевич
Григо́рий Григо́рьевич Мазуре́нко (16 ноября 1864 — после 1917) — член IV Государственной думы от Херсонской губернии, крестьянин.

## Биография
Православный, крестьянин местечка Ровное Ровенской волости Елисаветградского уезда.
Окончил сельскую школу. Занимался земледелием (30 десятин надельной и купленной из числа надельной земли). До избрания в Думу пять лет состоял Ровенским волостным старшиной, был председателем комитета по постройке церкви в местечке.
В 1912 году был избран в члены Государственной думы от Херсонской губернии съездом уполномоченных от волостей. Входил во фракцию октябристов, после её раскола — в группу земцев-октябристов. Также входил в Прогрессивный блок. Состоял членом комиссий: продовольственной, по рабочему вопросу, по старообрядческим делам и по переселенческим делам.
9 марта 1917, после Февральской революции, был избран Временным комитетом Государственной думы в Совет министра земледелия по продовольствию. Через неделю был командирован ВКГД в Общероссийский продовольственный комитет.
Был женат, имел семерых детей. Судьба после 1917 года неизвестна.